# Comuna de Wartkowice
Wartkowice (polaco: Gmina Wartkowice) é uma gminy (comuna) na Polónia, na voivodia de Lodz e no condado de Poddębicki. A sede do condado é a cidade de Wartkowice.
De acordo com os censos de 2004, a comuna tem 6435 habitantes, com uma densidade 45,4 hab/km².

## Área
Estende-se por uma área de 141,8 km², incluindo:
- área agrícola: 81%
- área florestal: 10%

## Demografia
Dados de 30 de Junho 2004:
|                      | Total   | Total | Mulheres | Mulheres | Homens  | Homens |
| -------------------- | ------- | ----- | -------- | -------- | ------- | ------ |
|                      | pessoas | %     | pessoas  | %        | pessoas | %      |
| População            | 6435    | 100   | 3265     | 50,7     | 3170    | 49,3   |
| Densidade (pop./km²) | 45,4    | 100   | 23       | 23       | 22,4    | 22,4   |

De acordo com dados de 2002, o rendimento médio per capita ascendia a 1315,37 zł.

## Subdivisões
- Biała Góra, Biernacice, Bronów, Bronówek, Chodów, Drwalew, Dzierżawy, Grabiszew, Kiki, Kłódno, Konopnica, Krzepocinek, Łążki, Mrówna, Ner, Nowa Wieś, Nowy Gostków, Orzeszków-Starzyny, Parądzice, Pauzew-Borek, Pełczyska, Plewnik Drugi, Polesie, Powodów Trzeci, Saków, Sędów, Spędoszyn, Spędoszyn-Kolonia, Stary Gostków, Sucha Dolna, Sucha Górna, Światonia, Truskawiec, Tur, Ujazd, Wartkowice, Wierzbowa, Wola-Dąbrowa, Wólka, Wólki, Zalesie, Zelgoszcz.

## Comunas vizinhas
- Dalików, Łęczyca, Parzęczew, Poddębice, Świnice Warckie, Uniejów